# Brda község
Brda község (szlovén nyelven: Občina Brda) Szlovénia 212 alapfokú közigazgatási egységének, azaz községének egyike a Goriška statisztikai régióban. A község székhelye Dobrovo. Lakosainak száma 5613 fő (2020. július 1.).
A település a szlovén tengerparti régióban található, amely az olasz határtól az Isonzó (szlovén nyelven Soča) folyóig terjed. Keletről a Sabotin-hegy, északról a Korada-hegy határolja. A Gorizia-hegység (szlovénül: Goriška brda, olaszul: Collio Goriziano) szlovéniai részét foglalja magában, amely Szlovénia egyik legfontosabb bortermelő mikrorégiója. Enyhe mediterrán éghajlatnak örvend, és védett az erős Bóra széltől, amely a szlovén partvidék más részein gyakran fúj.

## A község települései
A községhez Dobrovo székhelyen kívül a következő települések tartoznak:
- Barbana
- Belo
- Biljana
- Brdice pri Kožbani
- Brdice pri Neblem
- Breg pri Golem Brdu
- Brestje
- Brezovk
- Ceglo
- Dolnje Cerovo
- Drnovk
- Fojana
- Golo Brdo
- Gonjače
- Gornje Cerovo
- Gradno
- Hlevnik
- Hruševlje
- Hum
- Imenje
- Kojsko
- Kozana
- Kozarno
- Kožbana
- Krasno
- Medana
- Neblo
- Nozno
- Plešivo
- Podsabotin
- Pristavo
- Senik
- Slapnik
- Slavče
- Šlovrenc
- Šmartno
- Snežatno
- Snežeče
- Vedrijan
- Vipolže
- Višnjevik
- Vrhovlje pri Kojskem
- Vrhovlje pri Kožbani
- Zali Breg

## Népesség
| Lakosok száma | 5662 | 5686 | 5747 | 5763 | 5751 | 5659 | 5664 | 5624 | 5632 | 5613 |
|               | 2008 | 2009 | 2011 | 2012 | 2013 | 2015 | 2016 | 2017 | 2019 | 2020 |